# Norbertinum (Praha)
Norbertinum, respektive premonstrátský seminář sv. Norberta je název někdejší koleje premonstrátů-kanovníků při zaniklém kostele sv. Norberta. Nacházel se v dnešní Revoluční ulici čp. 655/1, na Starém Městě pražském. Kolej existovala v 17. a 18. století.

## Historie
Premonstrátská kolej sv. Norberta – Norbertinum byla vzdělávací instituce vysokoškolského typu v 17. a 18. století. Působila v úzkém vztahu s arcibiskupským seminářem. Byla alternativním studiem k univerzitnímu vzdělání pražské univerzity vedené jezuitským řádem.
Budovu v letech 1637–1640 postavil Melchior Meer, kamenické práce vytvořil Zachariáš Campion de Bossi. Seminární budovu roku 1724 ve vrcholně barokním slohu upravil stavitel Martin Špaček, pravděpodobně podle projektu Františka Maxmiliána Kaňky. 
Roku 1783 bylo Norbertinum dekretem císaře Josefa II. zrušeno, stejně jako všechny ostatní klášterní školy. Budova připadla vojenskému eráru, jeho vojenské a později městské nemocnici. Později byla přemístěna na Karlovo náměstí. Od roku 1792 se výměnou s nemocnicí v objektu sídlil Ústav šlechtičen, který sem byl přenesen z Novoměstského ústavu šlechtičen u Sv. andělů, a sídlil zde až do svého zrušení v roce 1918.
Celý objekt byl v roce 1928 zbourán a na jeho místě v letech 1928–1929 postaven funkcionalistický palác Kotva pro pobočku všeobecné pojišťovací společnosti ve Vídni. Dům navrhl architekt Jan Žák a realizoval stavitel Matěj Blecha.